# Mutakkil-Nusku
Mutakkil-Nusku mmu-ta/tak-kil-dPA.KU, "hij aan wie Nusku vertrouwen schenkt" was 1133 v.Chr. kortstondig koning van Assyrië. Er wordt van hem gezegd ṭuppišu Mutakkil-Nusku kussâ ukta'il KUR-a e-mid, “(hij) hield de troon voor zijn ṭuppišu (zijn tablet), toen stierf hij” .Dit betekent waarschijnlijk dat hij slechts het jaar van zijn troonsbestijging en een deel van het volgende koning was.
Hij stiet zijn oudere broer Ninurta-tukultī-Aššur van de troon, die net hun overleden vader Aššur-dan I was opgevolgd. Zijn broer vluchtte naar de grens met Babylon en wist de steun van het platteland en van het zuidelijke buurland te behouden, terwijl het hartland van Assur Mutakkil odersteunde. Dit betekende een burgeroorlog, die eindigde met een militaire aanval op de verblijfplaats van zijn broer. De afloop is niet echt bekend, maar beide broers verdwenen van het toneel en Mutakkil-Nusku's zoon Assur-resh-ishi I volgde hem op.
Zijn naam bevat de god Nusku als element en dit is vrij uitzonderlijk. Deze godheid werd niet veel in namen opgenomen.